# Jen Lilley

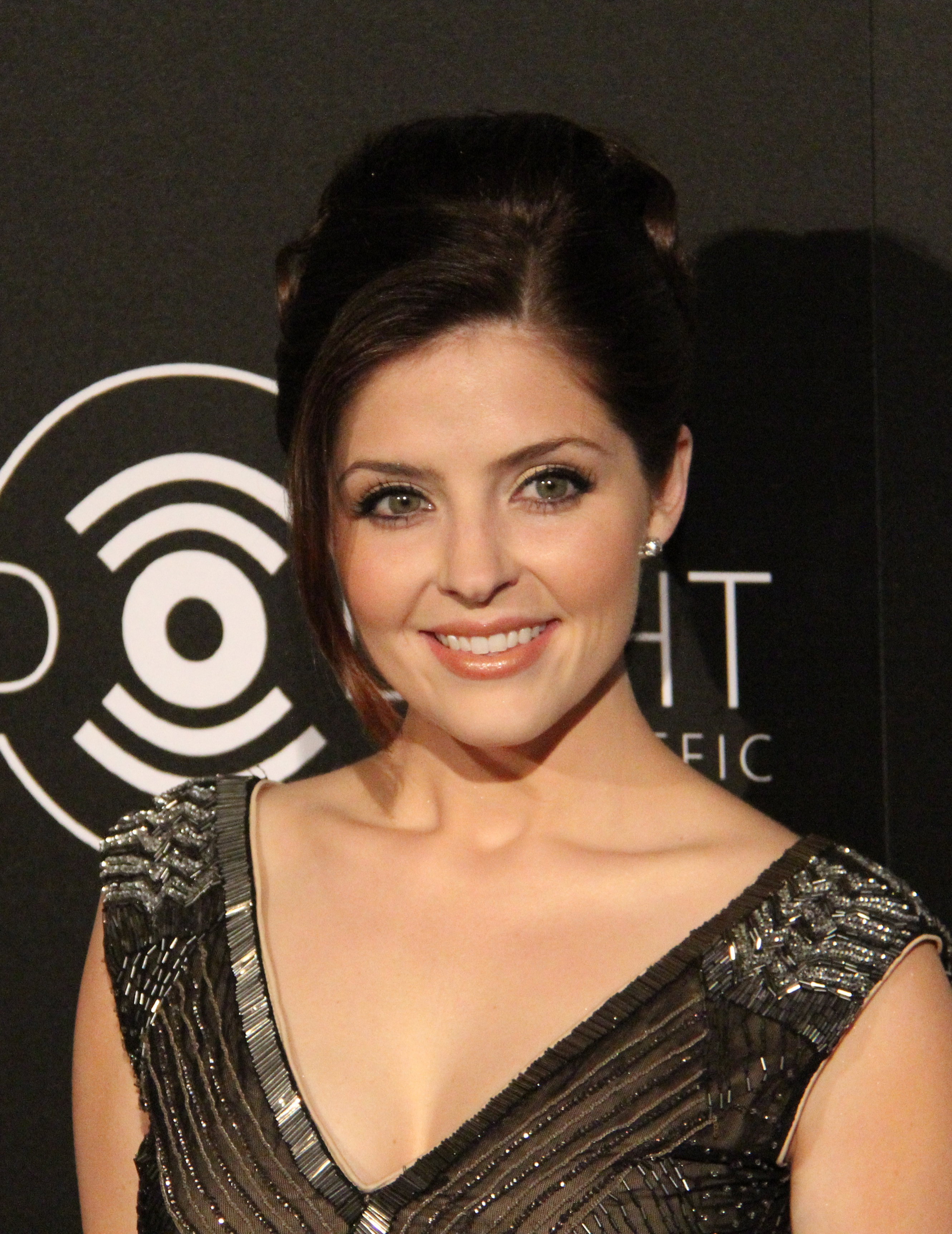
Jen Lilley (2013)

Jennifer Lilley (* 4. August 1984 in Roanoke, Virginia) ist eine US-amerikanische Schauspielerin und Sängerin.

## Leben
Jen Lilley besuchte nach der High School die University of Virginia, wo sie einen Bachelor of Science und einen Bachelor of Arts erwarb.
Ab 2007 hatte sie Episodenrollen in Serien wie Hannah Montana, Two and a Half Men, Criminal Minds, Castle und Grey’s Anatomy. Eine durchgehende Serienrolle hatte sie 2008 in  Ingles Ya! als Sirena. 2011 war sie im Schwarzweiß-Film The Artist von Michel Hazanavicius zu sehen. 2011/12 verkörperte sie in der ABC-Seifenoper General Hospital die Rolle der Maxie Jones als vorübergehender Ersatz für Kirsten Storms. 2013 übernahm sie im Bibeldrama The Book of Esther von David A. R. White die Titelrolle der Ester. Von 2013 bis 2018 spielte sie in der NBC-Seifenoper Zeit der Sehnsucht die Rolle der Theresa Donovan. 2014/15 war sie in der Webserie Youthful Daze als Natalie Cardin zu sehen.
Für den Hallmark Channel stand sie für Dreharbeiten zu zahlreichen Fernsehfilmen vor der Kamera, in denen sie jeweils die weibliche Hauptrolle übernahm, unter anderem in A Dash of Love, Countdown der Liebe, Harvest Love (2017), Aller guten Dinge sind drei!, Mingle All The Way (2018), Winter Love Story, A Paris Romance, Liebe mit Herz und Hund, Love on Repeat, Angel Falls: Eine Bilderbuch-Weihnacht (2019), Weihnachten ahoi! (2020)  sowie Snowkissed und A Little Daytime Drama (2021).
In den deutschsprachigen Fassungen wurde sie unter anderem von Jenny Maria Meyer (Verlobung mit Hindernissen, Ein Weihnachtswunder – 24 Türchen bis zur Liebe), Maria Hönig (Countdown der Liebe, Aller guten Dinge sind drei!), Millie Forsberg (Liebe mit Herz und Hund), Magdalena Höfner (Angel Falls: Eine Bilderbuch-Weihnacht) sowie Damineh Hojat (Castle, Grey's Anatomy) synchronisiert.
Neben ihrer Tätigkeit als Schauspielerin ist sie als Sängerin tätig. 2015 veröffentlichte sie die EP Tinsel Time, 2020 folgte das Album Hindsight.
Mit ihrem Ehemann adoptierte sie zwei Kinder, 2019 wurden sie außerdem Eltern einer Tochter.

## Filmografie (Auswahl)
- 2007: Hannah Montana – Die Sache mit der Freundschaft (Fernsehserie)
- 2008: Two and a Half Men – Der Trauerarbeiter (Fernsehserie)
- 2008: Ingles Ya! (Fernsehserie)
- 2009: Criminal Minds – Jäger in der Dunkelheit (Fernsehserie)
- 2010: Castle – Ein Mörder auf Zeitreise (Fernsehserie)
- 2011: Head Over Spurs in Love
- 2011: Rules of Engagement – Champagner aufs Haus (Fernsehserie)
- 2011: The Artist
- 2011: iCarly: Party mit Victorious (iParty with Victorious, Fernsehfilm)
- 2011: Disaster Date (Fernsehserie)
- 2011–2012: General Hospital (Fernsehserie)
- 2012: The Zoo (Fernsehfilm)
- 2012: The Olivia Experiment
- 2012: Petty Offense (Fernsehfilm)
- 2013: Isolated
- 2013: Verlobung mit Hindernissen (One Small Hitch)
- 2013: Revelation Road: The Beginning of the End
- 2013: The Book of Esther
- 2013: Revelation Road 2: The Sea of Glass and Fire
- 2013: The Crazy Ones – Der mieseste Dad der Welt (Fernsehserie)
- 2013: The Dark Knight Retires (Fernsehserie, zwei Episoden)
- 2013–2018, 2023: Zeit der Sehnsucht (Days of Our Lives, Fernsehserie)
- 2014: Dating in LA and Other Urban Myths (Fernsehserie)
- 2014: Turn Around Jake
- 2014–2015: Youthful Daze (Fernsehserie)
- 2015: Ein Weihnachtswunder – 24 Türchen bis zur Liebe (The Spirit of Christmas, Fernsehfilm)
- 2016: Where Are You, Bobby Browning?
- 2016: Grey’s Anatomy – I Ain't No Miracle Worker (Fernsehserie)
- 2016: The Encounter – Just Believe (Fernsehserie)
- 2016: Crossing Streets
- 2017: A Dash of Love (Fernsehfilm)
- 2017: Mommy, I Didn't Do It (Fernsehfilm)
- 2017: Broken Dreams Blvd (Fernsehfilm)
- 2017: Countdown der Liebe (Eat, Play, Love, Fernsehfilm)
- 2017: Harvest Love (Fernsehfilm)
- 2018: Snatched (Fernsehfilm)
- 2018: Off the Menu
- 2018: The Wedding Do Over (Fernsehfilm)
- 2018: Twin Betrayal
- 2018: Aller guten Dinge sind drei! (Yes, I Do, Fernsehfilm)
- 2018: Mingle All the Way (Fernsehfilm)
- 2019: Winter Love Story (Fernsehfilm)
- 2019: A Paris Romance (Fernsehfilm)
- 2019: Liebe mit Herz und Hund (Love Unleashed, Fernsehfilm)
- 2019: Love on Repeat (Fernsehfilm)
- 2019: Angel Falls: Eine Bilderbuch-Weihnacht (Angel Falls: A Novel Holiday, Fernsehfilm)
- 2020: Weihnachten ahoi! (USS Christmas, Fernsehfilm)
- 2021: Snowkissed (Fernsehfilm)
- 2021: A Little Daytime Drama (Fernsehfilm)
- 2021: Love is Trending (Fernsehfilm)
- 2021: Royally Wrapped for Christmas (Fernsehfilm)
- 2022: Where Your Heart Belongs (Fernsehfilm)
- 2022: B&B Merry (Fernsehfilm)
- 2023: Chicago Med – It Is What It Is, Until It Isn't (Fernsehserie)
- 2023: Paris Christmas Waltz (Fernsehfilm)
- 2024: Operation Mistletoe (Fernsehfilm)
- 2024: A Little Women's Christmas (Fernsehfilm)